# Зелений Луг (Родинський район)
Зеле́ний Луг (рос. Зелёный Луг) — село (колишнє селище) у складі Родинського району Алтайського краю, Росія. Адміністративний центр та єдиний населений пункт Зеленолугівської сільської ради.

## Населення
Населення — 552 особи (2010; 743 у 2002).
Національний склад (станом на 2002 рік):
- росіяни — 77 %